# Seegefecht am 22. September 1914
Helgoland (1914) – 22. September 1914 – Texel – Yarmouth – Scarborough, Hartlepool und Whitby – Cuxhaven – Doggerbank (1915) – Noordhinder Bank – Doggerbank (1916) – 29. Februar 1916 – Yarmouth und Lowestoft – Skagerrak – 19. August 1916 – Kanal (1916) – Kanal (1917) – Shetland-Inseln – Helgoland (1917) – Bergen – Seebrügge und Ostende – Tondern
Das Seegefecht am 22. September 1914 war ein deutscher U-Boot-Angriff auf drei veraltete britische Panzerkreuzer in der Anfangsphase des Ersten Weltkriegs. Dem deutschen Kapitänleutnant Otto Weddigen gelang es während einer Patrouillenfahrt mit seinem Boot U 9 innerhalb von 90 Minuten das vornehmlich mit Reservisten bemannte britische Geschwader zu vernichten.
Der Tod von 1459 Seeleuten verursachte einen öffentlichen Aufschrei in Großbritannien und beschädigte den Ruf der Royal Navy schwer. Die Wirksamkeit der U-Boot-Waffe wurde nach diesem Gefecht von allen Marinen der Welt neu bewertet.

## Hintergrund

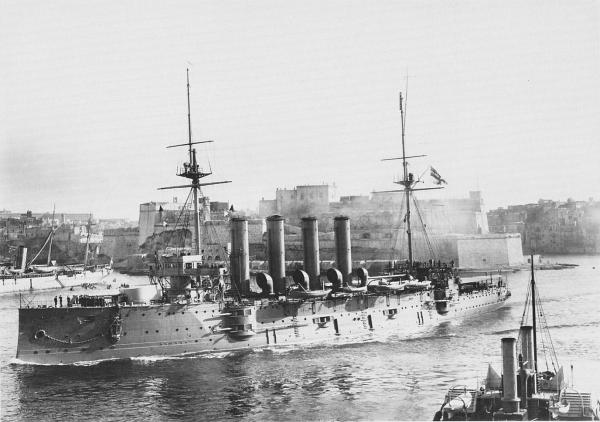
Die Aboukir

Die britischen Kreuzer waren Teil der südlichen Flotte unter Konteradmiral Arthur Christian und bildeten das 7. Kreuzergeschwader, welches von Konteradmiral H. H. Campbell befehligt wurde. Es bestand aus den zur Cressy-Klasse gehörenden Schiffen Bacchante, Aboukir, Hogue und Cressy. Ihre Aufgabe bestand vornehmlich aus Patrouillendienst und der Unterstützung von Zerstörer- und U-Boot-Verbänden, die den englischen Kanal gegen Vorstöße der Kaiserlichen Marine bewachten. Die Panzerkreuzer der Cressy-Klasse wurden in den Jahren 1898 bis 1902 gebaut, waren rund 12.000 Tonnen schwer, 21 Knoten schnell und führten als Hauptbewaffnung Kanonen vom Kaliber 23,3 cm. Sie waren im Jahr 1914 aufgrund der rasanten Entwicklung im Kriegsschiffbau veraltet. Moderne und schnellere Schlachtkreuzer hatten diesen Typ deutlich überflügelt. Folglich wurden die Schiffe nur noch zu zweitrangigen Aufgaben herangezogen, bei denen eine Begegnung mit modernen Schiffen der Kaiserlichen Marine nicht wahrscheinlich war. Die Bedrohung durch U-Boote wurde als weniger schwer angesehen. Gemäß den Kriegsbefehlen der Royal Navy vom 28. Juli 1914, in denen die Vorkriegseinschätzungen aufrechterhalten wurden, wurden die Schiffe in der südlichen Nordsee eingesetzt, in der man Zerstörerangriffe für am wahrscheinlichsten hielt.

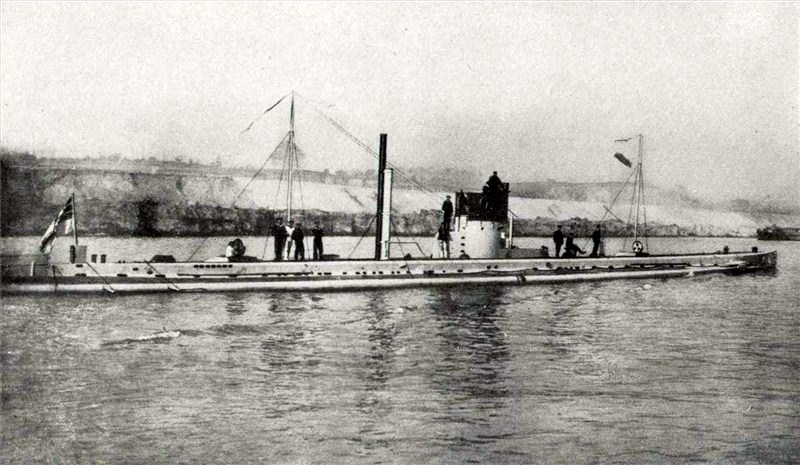
U 9

Die Kaiserliche Marine hatte eine ähnlich vage Einschätzung der Gefahr durch U-Boot-Angriffe. In den ersten sechs Wochen des Krieges hatten die Deutschen zwei U-Boote verloren, ohne dass zählbare Erfolge vorgewiesen werden konnten. U 9 war 1910 in Dienst gestellt worden, war 57,38 m lang und verdrängte unter Wasser 611 Tonnen. Die Bewaffnung bestand aus zwei Bug- und zwei Hecktorpedorohren, für die insgesamt sechs Torpedos mitgeführt wurden. Auf U 9 war es im Juli 1914 zum ersten Mal überhaupt gelungen, einen Torpedo unter Wasser nachzuladen. Die Besatzung des Bootes bestand aus 29 Seeleuten.

## Vorgeschichte
Der englische Admiral Christian hatte das 7. Kreuzergeschwader am 16. September zur Doggerbank befohlen. Aufgrund schlechten Wetters musste sich zunächst die Zerstörereskorte unter Commodore Reginald Tyrwhitt zurückziehen. Als sich das Wetter weiter verschlechterte, wurden die Panzerkreuzer schließlich in das Seegebiet der Breeveertien befohlen, um besseres Wetter abzuwarten. Am 20. September verließ Christians Flaggschiff, die Euryalus, den Verband, um Kohlen zu bunkern (aufgrund des schlechten Wetters konnte er sein Flaggschiff nicht wechseln), und die Aboukir, Hogue und Cressy, jetzt unter dem Kommando des Kommandanten der Aboukir, J. E. Drummond, blieben allein auf See.
Am Morgen des 22. September durchquerte U 9 unter Kapitänleutnant Otto Weddigen dasselbe Seegebiet auf der Rückfahrt von einer Patrouille.

## Das Gefecht

Gefechtsverlauf

Um 6:00 Uhr am Morgen des 22. September hatte sich das Wetter beruhigt und der englische Verband fuhr mit einer Geschwindigkeit von 10 Knoten in Dwarslinie mit einem Abstand von ca. 3,7 km. Die Ausgucke hielten nach Schiffen oder Periskopen getauchter U-Boote Ausschau und ein Geschütz auf jeder Seite eines Schiffes war besetzt. U 9 hatte getaucht das Ende des Sturms abgewartet und beim Auftauchen die britischen Schiffe gesichtet.
Um 6:20 Uhr feuerte Weddigen seinen ersten Torpedo auf das nächstgelegene Schiff und traf die Aboukir auf der Steuerbordseite. Der Maschinenraum wurde geflutet und der Schaden ließ das Schiff sofort stoppen. Da keine gegnerischen Schiffe gesichtet waren, nahm Kapitän Drummond an, auf eine Mine gelaufen zu sein und gab den beiden anderen Kreuzern den Befehl, näherzukommen und Hilfe zu leisten. Nach 25 Minuten kenterte die Aboukir und sank fünf Minuten später. Bis dahin hatte erst ein Rettungsboot ausgesetzt werden können.
U 9 war nach dem ersten Torpedoschuss tiefer abgetaucht. Als es wieder auf Sehrohrtiefe war, konnte Weddigen zwei Kreuzer erkennen, die schiffbrüchige Seeleute aufnahmen. Er feuerte zwei weitere Torpedos aus einer Entfernung von 270 Meter auf die Hogue und traf mit beiden Schüssen. Durch das Abfeuern der beiden Torpedos hob sich der Bug von U 9 aus dem Wasser und das deutsche U-Boot wurde gesichtet. Die schwer getroffene Hogue eröffnete das Feuer, aber es gelang Weddigen, wieder zu tauchen, ohne getroffen zu werden. Die Hogue kenterte zehn Minuten später und war um 7:15 Uhr versunken.
Um 7:20 Uhr feuerte U 9 aus den Heckrohren zwei Torpedos aus 910 Metern auf die verbleibende Cressy und traf sie einmal auf der Steuerbordseite. Die Cressy erwiderte das Feuer und versuchte U 9 ohne Erfolg zu rammen. Um 7:30 Uhr feuerte U 9 aus 500 Metern den letzten Torpedo aus einem Bugtorpedorohr und traf die Cressy ein zweites Mal, diesmal auf der Backbordseite. Das Schiff kenterte und versank um 7:55 Uhr.
Notrufe waren von verschiedenen Schiffen aufgefangen worden. Die niederländische Flora erreichte als erstes Schiff um 8:30 Uhr den Ort des Geschehens und rettete 286 Schiffbrüchige, die Titan weitere 147 Seeleute. Um 10:45 Uhr erreichten die britischen Zerstörer unter Commodore Reginald Tyrwhitt das Seegebiet, so dass insgesamt 837 Mann gerettet werden konnten. Doch 1459 Seeleute, größtenteils Reservisten, ertranken. Die Zerstörer begannen eine Suche nach U 9, welches mit elektrischem Antrieb nur eine kurze Strecke getaucht fahren konnte. Doch Weddigen blieb bis zur Nacht unter Wasser und entkam unbeschadet.

## Folgen
Das Desaster war ein Schock für die britische Öffentlichkeit und beschädigte das Ansehen der Royal Navy in der ganzen Welt. In 90 Minuten waren dreimal so viele britische Seeleute ums Leben gekommen wie bei Trafalgar. Die verbleibenden Panzerkreuzer wurden sofort von Patrouillen zurückgenommen und es erging Befehl, dass nur noch kleine Fahrzeuge wie Zerstörer Hilfe leisten durften, während Schiffe ab Kreuzergröße ihre Fahrt fortsetzen mussten. Konteradmiral Christian wurde gerügt. Kapitän Drummond wurde in der folgenden Untersuchung kritisiert, da er bekannte Vorsichtsmaßnahmen gegen U-Boot-Angriffe (wie z. B. regelmäßige Kursänderungen) außer Acht gelassen hatte. Für sein Verhalten während des Gefechts wurde er hingegen gelobt.

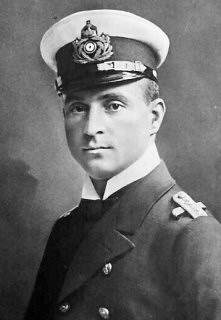
Otto Weddigen

Der Seemann Wenman „Kit“ Wykehan-Musgrave (1899–1989) sank gleich mit allen drei Schiffen. Seine Tochter wusste später zu berichten, dass er auf der Aboukir über Bord ging und schwimmend die Hogue erreichte. Gerade als er an Bord kletterte, wurde sie selbst getroffen und er schaffte es erneut, sich schwimmend auf die Cressy zu retten, nur um wieder torpediert zu werden. Er klammerte sich schließlich an ein Stück Treibholz und wurde von einem niederländischen Trawler gerettet.
Weddigen und sein Boot kehrten als Helden nach Deutschland zurück. Er erhielt das Eiserne Kreuz I. Klasse aus den Händen Kaiser Wilhelms und jedes Mitglied seiner Mannschaft das Eiserne Kreuz II. Klasse. Drei Wochen später, am 15. Oktober 1914, versenkte Weddigen den britischen Kreuzer Hawke, wofür er mit dem Pour le Mérite ausgezeichnet wurde. Der Kult um seine Person und seine Heldentaten geriet so groß, dass lediglich der deutsche Jagdflieger Baron von Richthofen ihn noch übertreffen konnte. Weddigen starb am 18. März 1915 auf Feindfahrt mit U 29, als das Boot südlich der Orkney-Inseln von der Dreadnought gerammt wurde und mit der gesamten Besatzung versank. Anders als von Richthofen geriet er außerhalb von Marinekreisen nach dem Krieg schnell in Vergessenheit.
Durch Weddigens Gefechtserfolge wurden U-Boot-Attacken in den Marinen der ganzen Welt ernst genommen. Der britische Commander Dudley Pound (späterer erster Seelord) schrieb am 24. September an Bord des Schlachtschiffs St Vincent in sein Tagebuch:

“Much as one regrets the loss of life one cannot help thinking that it is a useful warning to us — we had almost begun to consider the German submarines as no good and our awakening which had to come sooner or later and it might have been accompanied by the loss of some of our Battle Fleet.”

„So wie wir den Verlust an Menschenleben bedauern, kommen wir doch nicht umhin zu bemerken, dass dies eine nützliche Warnung für uns ist — wir hatten fast begonnen die deutschen U-Boote als untauglich anzusehen und unser Erwachen musste früher oder später kommen und dann vielleicht mit dem Verlust eines Teiles unserer (modernen) Schlachtflotte.“